# Villers-sur-Fère
Villers-sur-Fère település Franciaországban, Aisne megyében. Lakosainak száma 517 fő (2022. január 1.). Villers-sur-Fère Fère-en-Tardenois, Fresnes-en-Tardenois, Sergy és Seringes-et-Nesles községekkel határos.

## Népesség
A település népessége az elmúlt években az alábbi módon változott:
| Lakosok száma | 372  | 344  | 458  | 449  | 518  | 521  | 527  | 531  | 535  | 517  |
|               | 1968 | 1982 | 1990 | 2006 | 2013 | 2015 | 2017 | 2019 | 2020 | 2022 |